# Janigere, Magadi
Janigere là một làng thuộc tehsil Magadi, huyện Ramanagara, bang Karnataka, Ấn Độ.